# Andrómeda IV
Andrómeda IV (And IV) es una galaxia enana irregular aislada. Su moderado brillo superficial, su color predominantemente azul, su baja tasa de formación estelar actual y su baja metalicidad son consistentes con el hecho de que se trata de una pequeña galaxia enana e irregular, posiblemente similar a las galaxias enanas del Grupo Local, tales como IC 1613 y Sextans A. Algunos datos como la velocidad radial observada sugieren que se encuentra fuera de los confines del Grupo Local.
Otros estudios más recientes realizados con el telescopio espacial Hubble indican que se trata de una galaxia enana irregular solitaria. La galaxia está entre 22 y 24 millones de años luz de la Tierra, y por lo tanto no está nada cerca de la Galaxia de Andrómeda. La galaxia está severamente aislada. El diámetro de Holmberg es de 1880 pársecs, pero el gas hidrógeno atómico neutro se extiende más de ocho veces hacia afuera en un disco. La galaxia es muy oscura, y la relación materia bariónica-materia oscura es de 0,11.
Fue descubierta por Sidney van den Bergh en 1972.